# Michel Monnerie
Michel Monnerie (1940) è un saggista francese.
È molto conosciuto nel campo dell'ufologia.

## Biografia
Bibliotecario a Parigi presso gli Archives Nationales e astrofilo nel tempo libero, Monnerie cominciò ad interessarsi di ufologia e nel 1969 entrò a far parte dell'associazione Lumières dans la Nuit e del comitato di redazione dell'omonima rivista.
Nel 1977 e nel 1979 ha pubblicato due libri che hanno rilanciato la cosiddetta ipotesi psicosociale sugli UFO.

## Ipotesi ufologiche
Nella seconda metà degli anni settanta, la rivista Lumières dans la nuit cominciò ad ospitare un dibattito sulla natura degli UFO, in cui venivano considerate possibilità diverse dall'ipotesi extraterrestre, come manifestazioni parapsicologiche e teorie psichiatriche e psicanalitiche, come quella di Carl Gustav Jung, che considerava gli UFO un mito moderno.
A seguito di questo dibattito, Monnerie fece le sue riflessioni e nel 1977 pubblicò il libro Et si les ovnis n'existaient pas? (E se gli UFO non esistessero?) in cui proponeva una spiegazione psicologica e sociologica del fenomeno UFO.
Secondo Monnerie, i testimoni di avvistamenti di UFO, influenzati dal mito degli extraterrestri, scambiano oggetti banali (pianeti, nubi, aerei ecc.) per "dischi volanti". Per le osservazioni non riconducibili a spiegazioni convenzionali o a mistificazioni, Monnerie ha sviluppato la teoria del "sogno da svegli", tentando di spiegare gli avvistamenti come un fenomeno di auto-ipnosi.
Le tesi di Monnerie, ribadite e sviluppate nel libro Le naufrage des extraterrestres (Il naufragio degli extraterrestri) pubblicato nel 1979, sono state accolte male dai fautori dell'ipotesi extraterrestri, ma trovate convincenti da altri ufologi, che in Francia hanno dato vita al movimento della "nouvelle ufologie" (nuova ufologia).
Tra i sostenitori delle idee di Monnerie figura il giornalista belga Jacques Scornaux, che ha contribuito alla divulgazione delle sue tesi. Dato che Monnerie non padroneggiava bene il linguaggio delle scienze umane e aveva esposto le sue idee senza usare uno stile accademico, Scormaux ha scritto una serie di articoli illustrando le tesi di Monnerie in maniera più rigorosa e usando una terminologia più scientifica.